# Uta Reinhardt (Malerin)
Uta Reinhardt (* 6. Februar 1966 in Bielefeld) ist eine deutsche Malerin.

## Leben
Uta Reinhardt ist in Schloss Holte im Teutoburger Wald aufgewachsen. Sie besuchte von 1988 bis 1994 die Fachhochschule Bielefeld und bekam ihr Diplom in Malerei bei Inge Dörries-Höher. In dieser Zeit unternahm sie Arbeitsreisen nach Asien und Afrika. Von 1994 bis 1998 studierte sie Malerei bei Hermann Albert an der HBK Braunschweig. Von 1998 bis 2016 arbeitete Reinhardt in München; von 2000 bis 2011 hatte sie zusätzlich ein Atelier in Berlin.
Als Mitglied der Malergruppe Konvention, der sie von 1996 bis 2002 angehörte, formulierte sie über die „Gruppe von Einzelnen“ hinaus ein Credo für ihre Malerei: „Wir meinen, alles erklären zu wollen, macht das Ungeklärte nur mittelmässig. Die Klarheit entzieht sich der Erklärung. Sie bleibt im Ungeklärten verborgen.“
Nach mehreren Gruppenausstellungen förderte der Münchner Galerist und Stifter der Sammlung Gunzenhauser, Alfred Gunzenhauser, die Werkentwicklung von Reinhardt ab Mitte der 2000er Jahre durch Käufe für die eigene Sammlung sowie durch Ausstellungen und vermittelte Ankäufe durch deutsche und internationale Sammler.
Reinhardts Bilder befinden sich in den Kunstsammlungen Chemnitz Museum Gunzenhauser, Sammlungen Nord LB Braunschweig und Hannover, in der Sammlung BAG, Berlin und in europäischen Privatsammlungen.
Reinhardt lebt und arbeitet in Reichersbeuern im Oberland.

## Ausstellungen (Auswahl)
(E) Einzelausstellungen, (G) Gruppenausstellungen, (K) Katalog
- 2008: Neue Werke, Galerie Gunzenhauser (E)
- 2009: Raum, Licht, Stille, Galerie Gunzenhauser (E)
- 2010: Sommeraccrochage, Galerie Noah (G)[2]
- 2011: Il Monte Analogo, 2011, San Lorenzo, Italien (G,K)
- 2011: Z 50, Freies Museum, Berlin (G)
- 2012: Delikatessen, Otto Dix aus der Privatsammlung Gunzenhauser und großformatige Malerei aus Berlin, Leipzig, München, Stadtgalerie Altötting (K)
- 2012: Neuland in Stereo mit Yvette Kießling, Galerie Tobias Naehring, Leipzig (G)
- 2012: Il Monte Analogo, frappant e.V., Hamburg (G)
- 2013: Schonzeit, Nicole Gnesa Galerie, München (E,K)
- 2013: Into the Wild, Alte Rotation, München (E)
- 2013: Wild und Geist: über die Dialektik von Natur und Malerei, Alte Zigarettenfabrik Sultana, Zürich (E)
- 2014: Weißes Tagebuch, Rudolf-Stolz-Museum, Sexten (E,K)
- 2014: Klaus Altmann und Uta Reinhardt: ein Dialog, Kunstverein Rottach-Egern (G)
- 2015: Fliegen und Wachen, Nicole Gnesa Galerie, München (E)
- 2015: les miniatures, Codex Showroom, Berlin (G)
- 2015: Othrys, Nicole Gnesa Galerie, München (G)
- 2016: Neue Tiere, Alle Tage, mit Bernhard Strauss, Galerie1214, Öfingen und view room, Berlin (G)
- 2016: Party for a Piece of Art, Pinakothek der Moderne, München (G)
- 2016: Wir säen das anders, Mehringdamm 61, Berlin (G)
- 2016: The Queen is Dead, Codex Showroom, Berlin (G)
- 2017: Grünung, Nicole Gnesa Galerie, München (E)
- 2017: Zwei in der Nacht. Ruprecht von Kaufmann & Uta Reinhardt, Galerie Noah, Augsburg (G)
- 2018: Feldlinien, Galerie 1214, Berlin (E)
- 2018: Surface, Artventures Gallery, Menlo Park, CA, USA (E, K)
- 2018: Surface / Dispersion, Nicole Gnesa Galerie, München (E,K)
- 2019: Endstation Sehnsucht, Galerie Noah, Augsburg (G)
- 2020: Mesh, Nicole Gnesa Galerie, München (E)
- 2022: Eden, Kunstverein Bahlingen (E)
- 2023: Lush, Nicole Gnesa Galerie, München (E)
- 2024: Cowboys and Angels, Nicole Gnesa Galerie, München (G)